# Vár (quartier)
Pour les articles homonymes, voir Var.
Le quartier Vár ([ˈvaːɾ] « château », ou Budai várnegyed, « quartier du château de Buda ») est un quartier de Budapest, situé dans le 1er arrondissement. Il s'agit de l'un des sites les plus visités de la ville, notamment en raison de son patrimoine globalement bien sauvegardé. Le secteur est équipé d'un péage urbain qui permet d'y limiter la circulation. Sa trame viaire est caractérisée par d'étroites ruelles bordées de vieilles maisons colorées bourgeoises d'époque médiévale. 
Quartier d'habitation et haut lieu touristique de Budapest, on y trouve quelques commerces folkloriques ainsi que quelques galeries d'art. C'est dans ce quartier que se situent le château de Buda, le Bastion des pêcheurs, l'Église Matthias de Budapest, le Collegium Budapest dans l'ancien hôtel de ville de Buda, la Bibliothèque nationale de la Hongrie ainsi que le palais du président de la République de la Hongrie. Le funiculaire Budavári Sikló permet de faire la liaison entre le quartier et les bords du Danube.

## Galerie

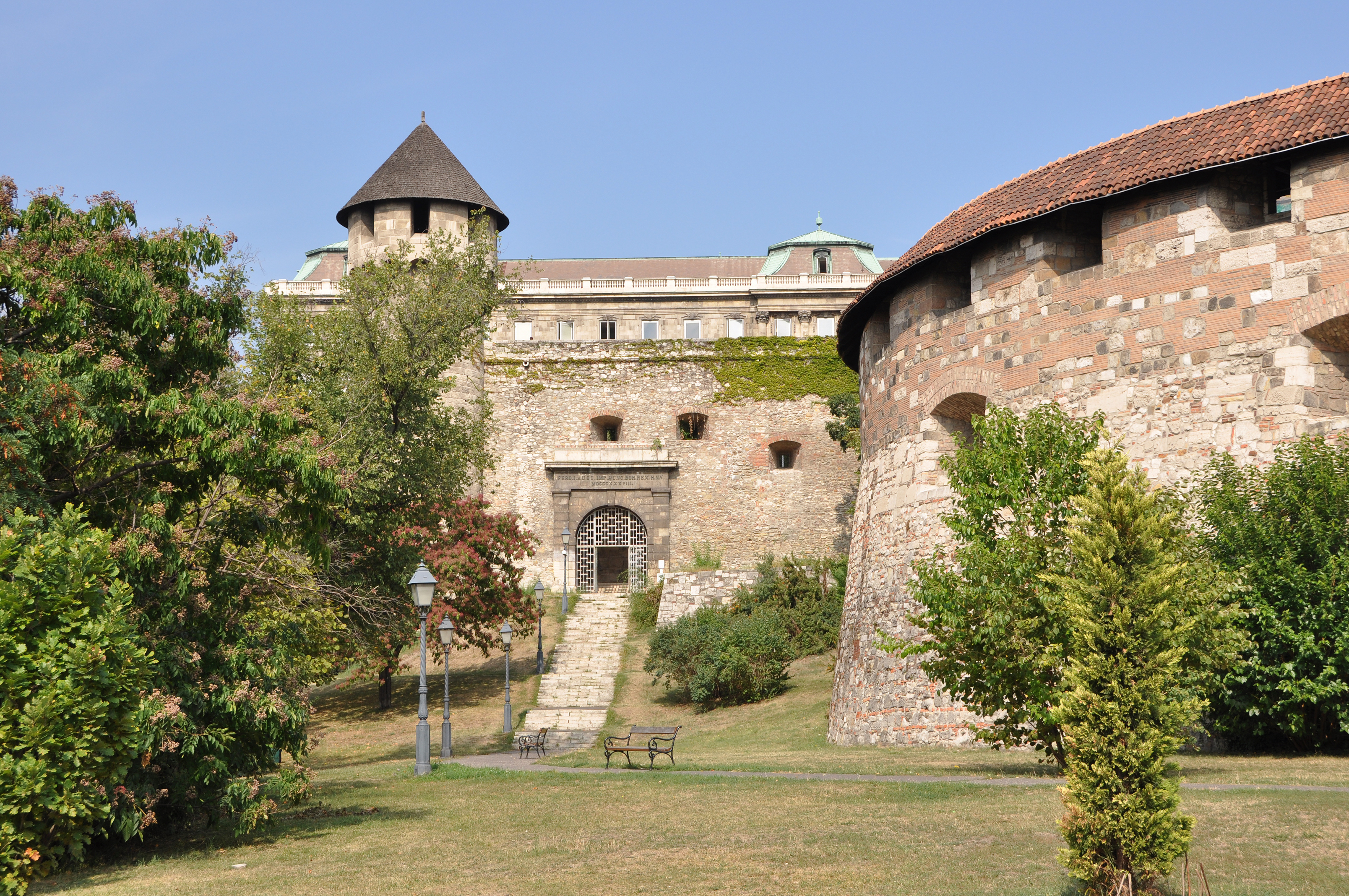
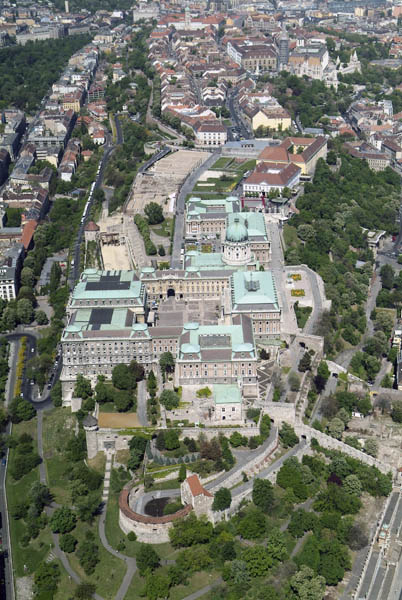
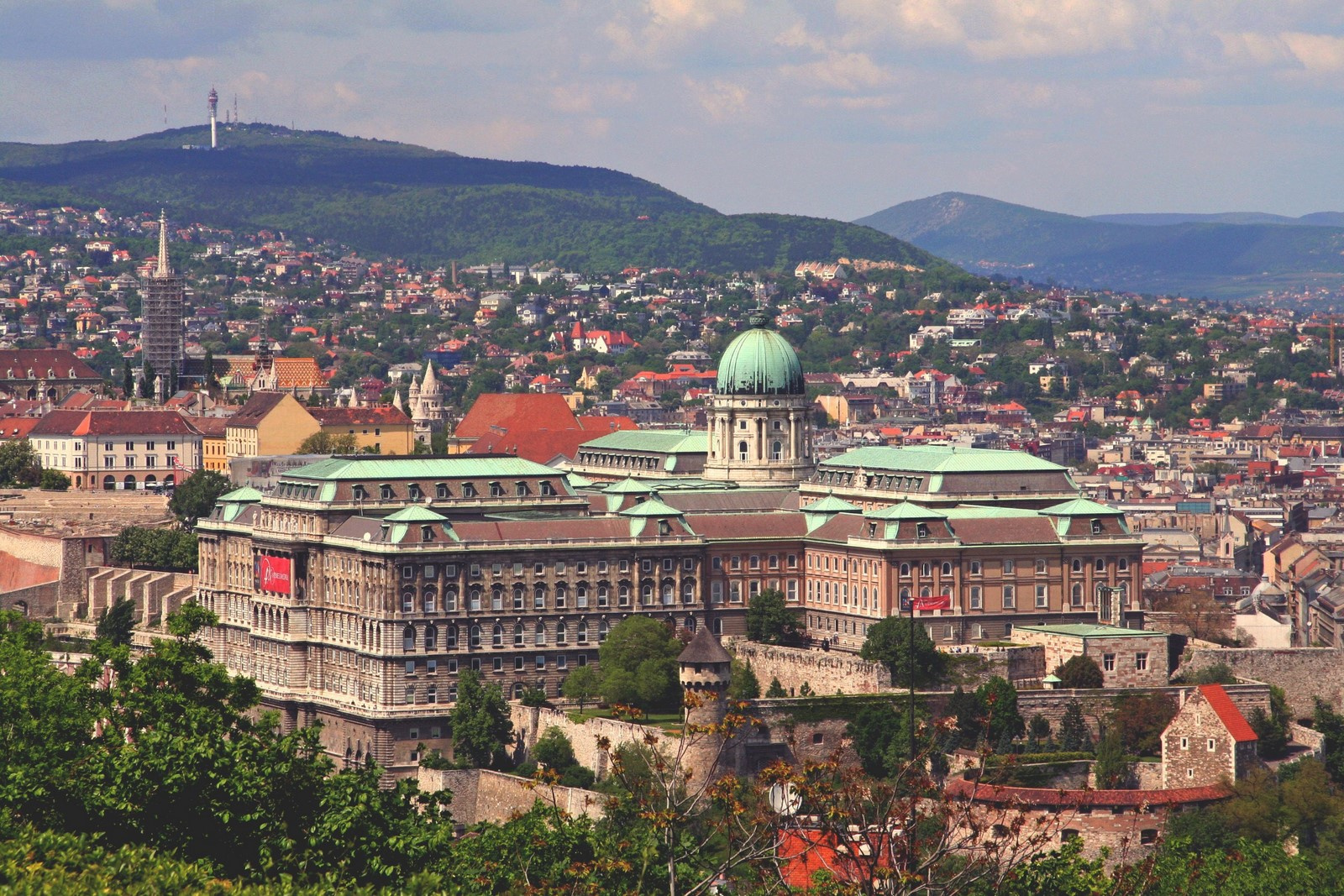
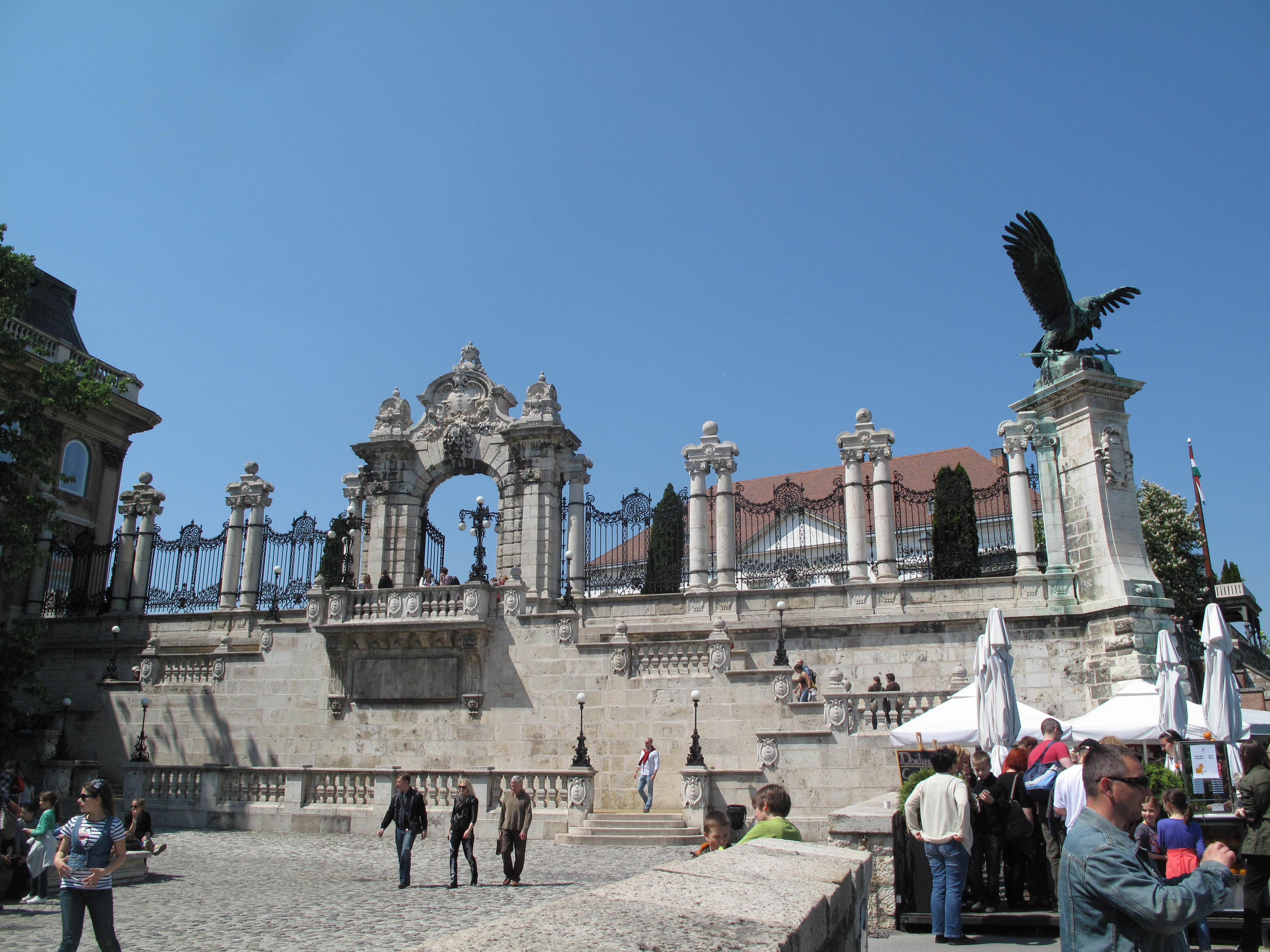
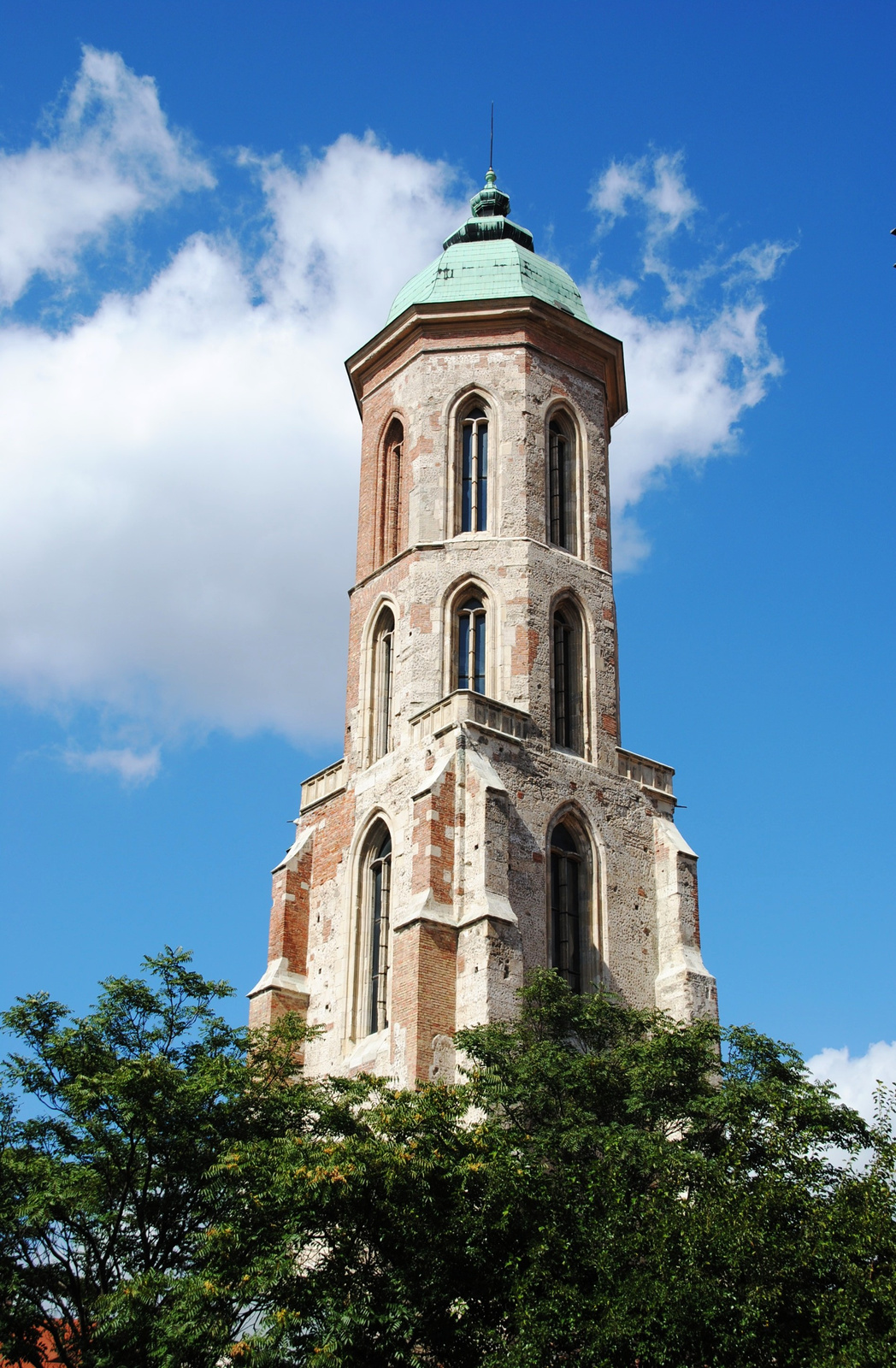
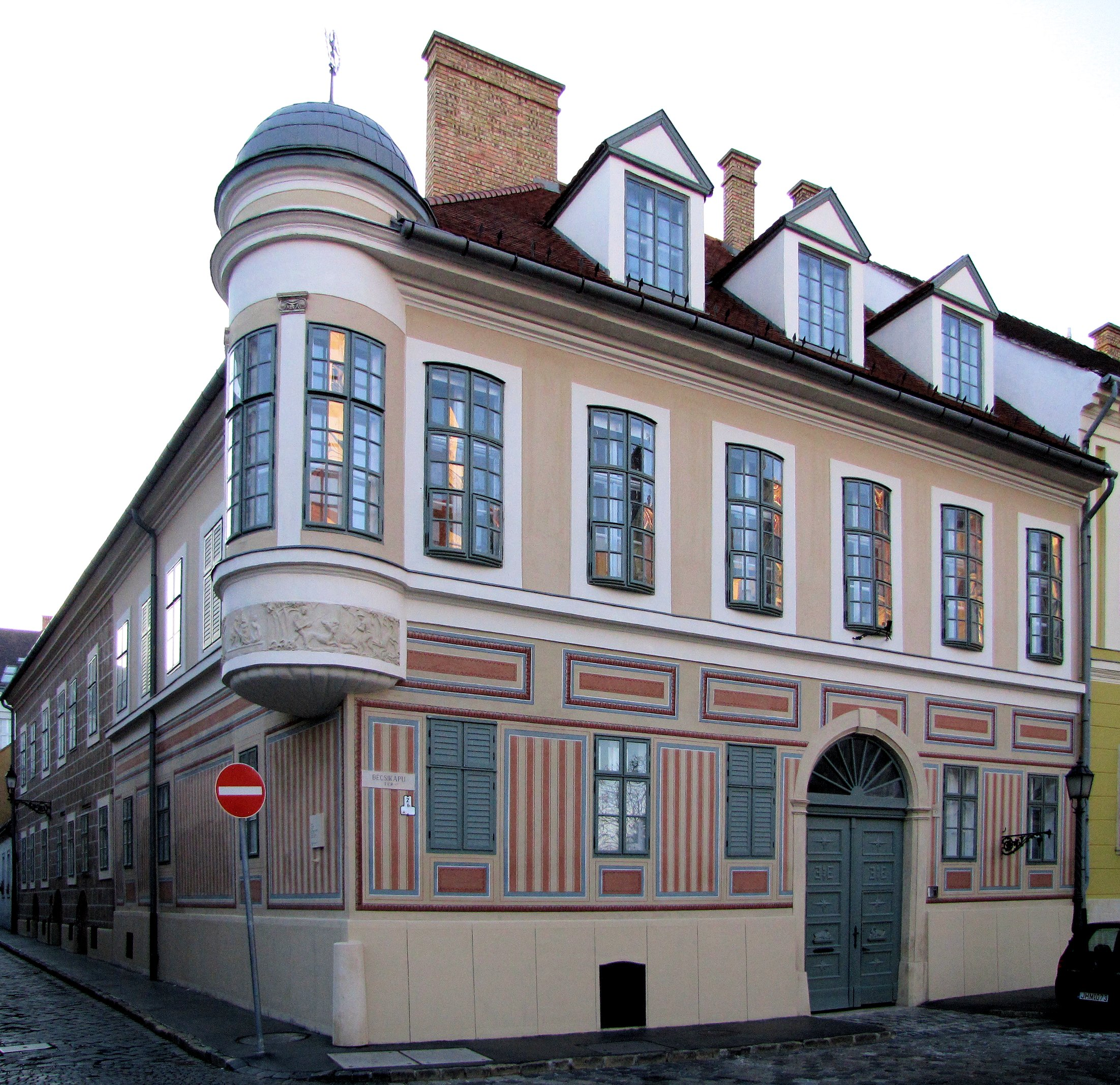
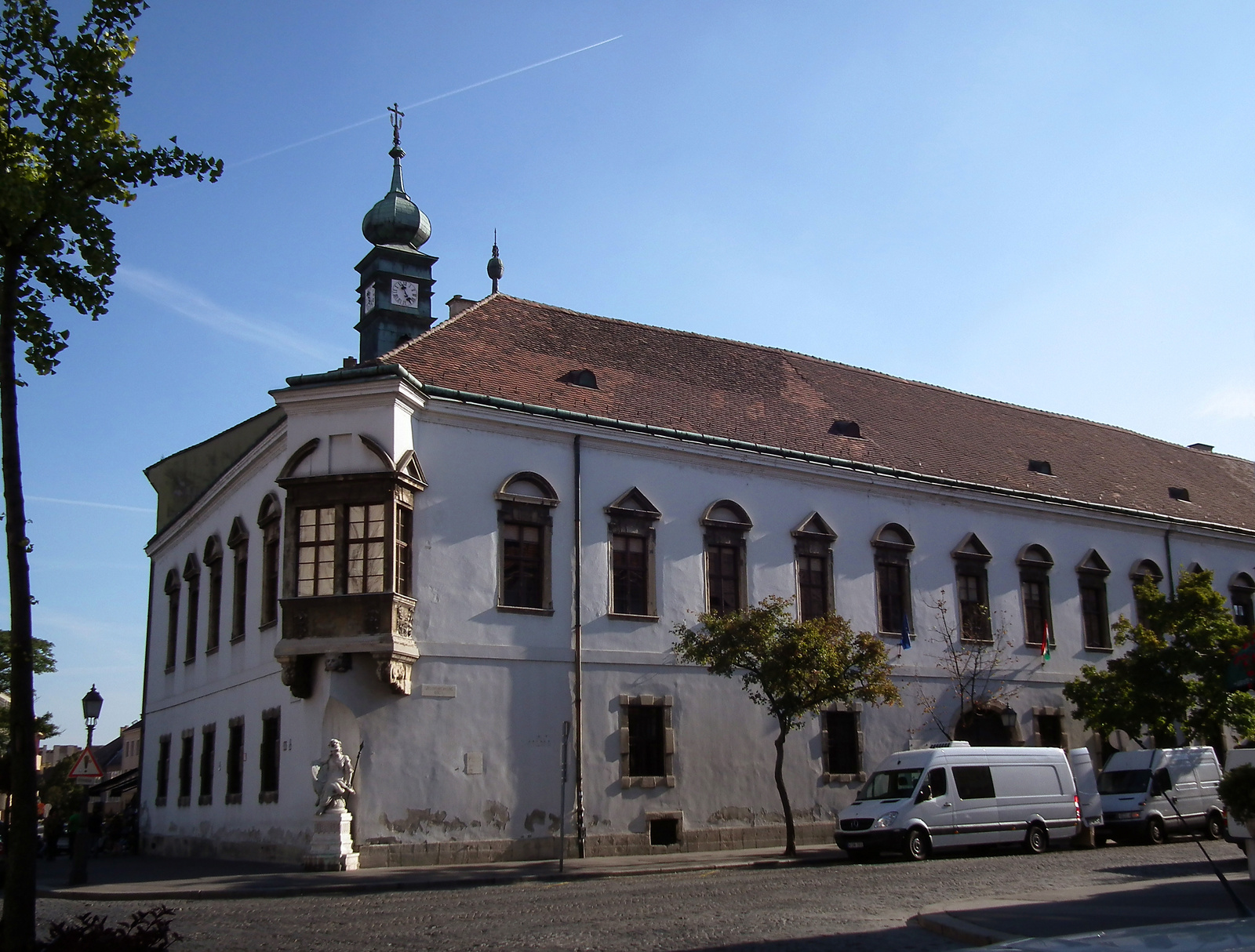
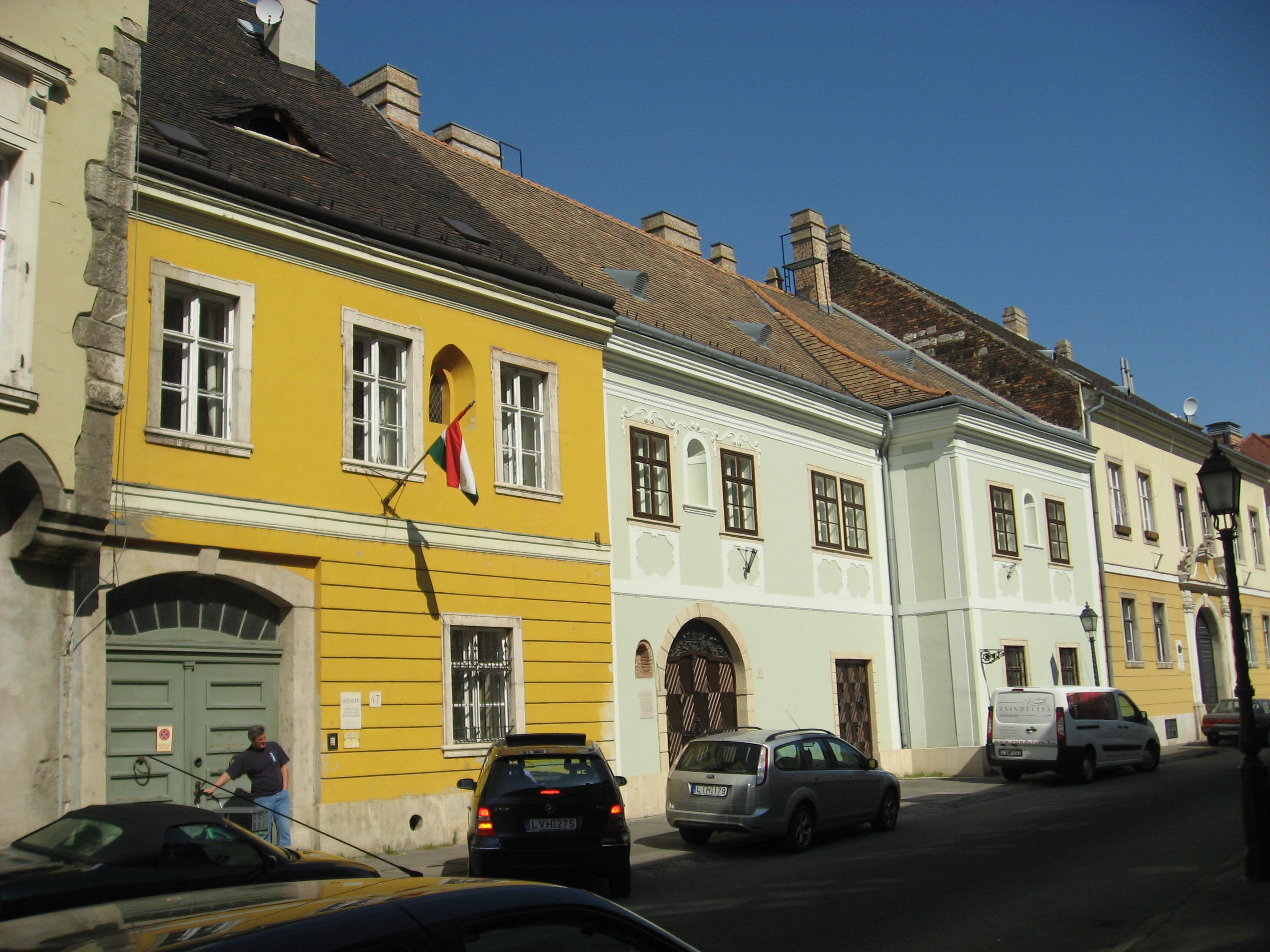
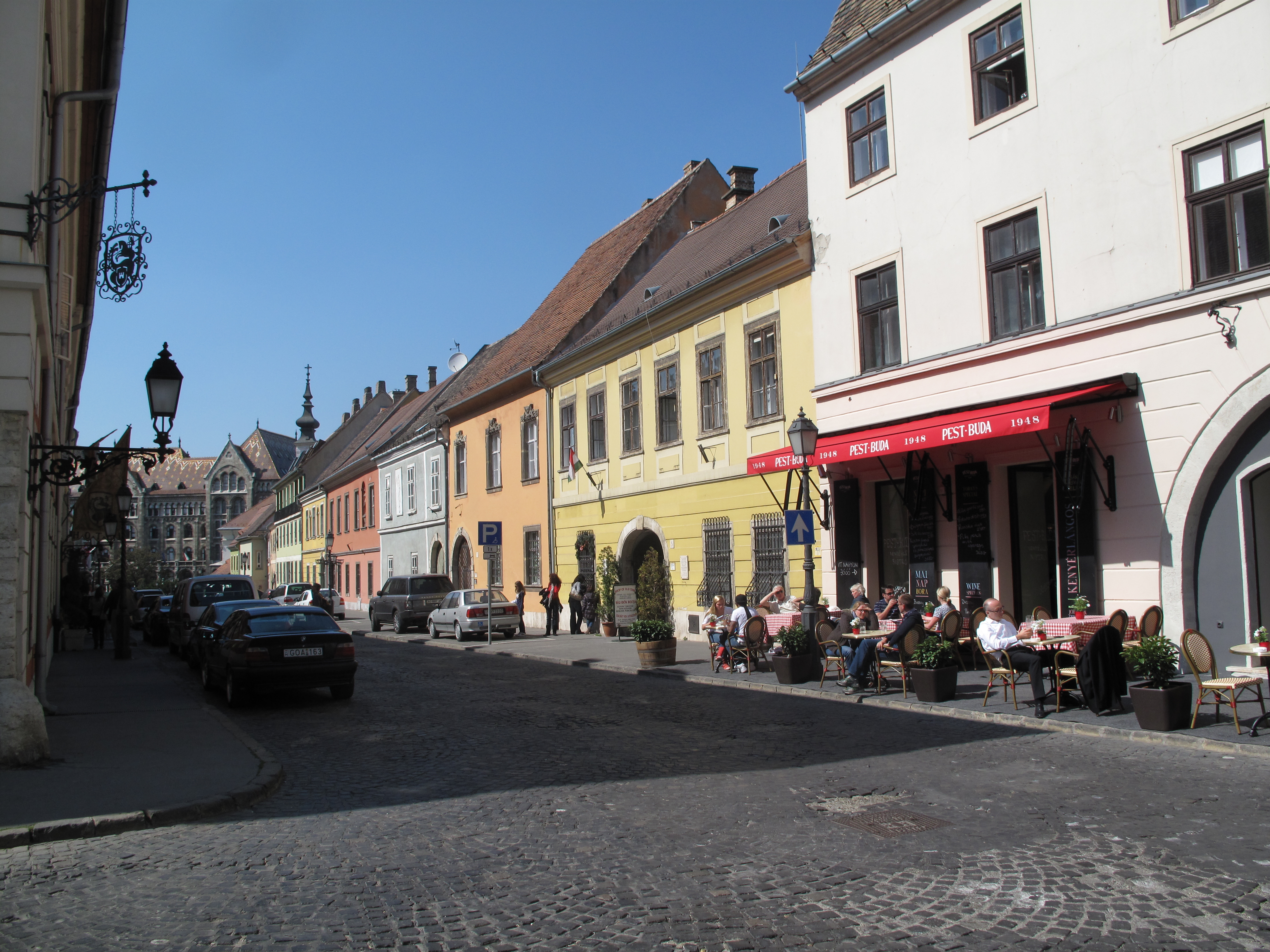
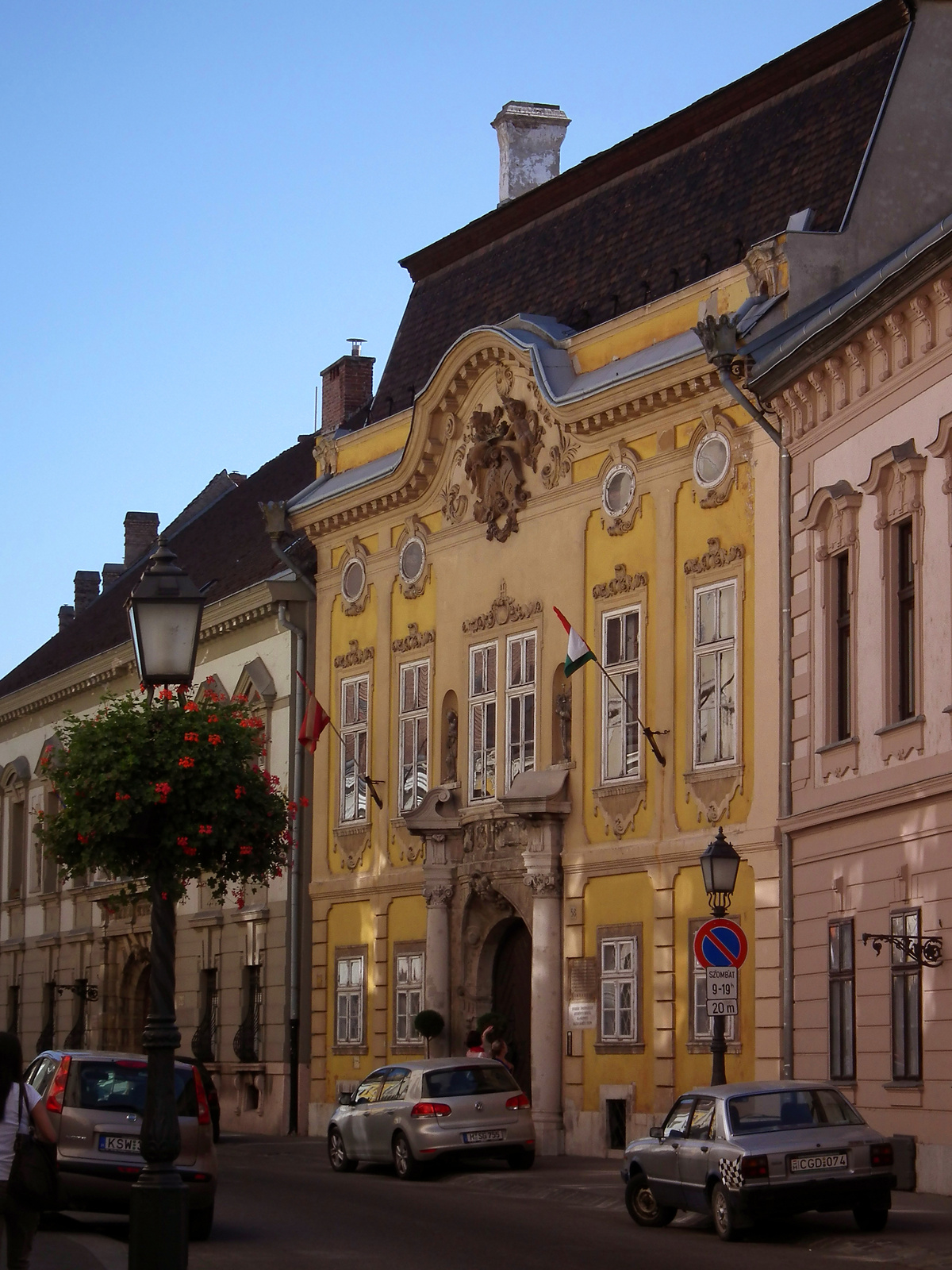
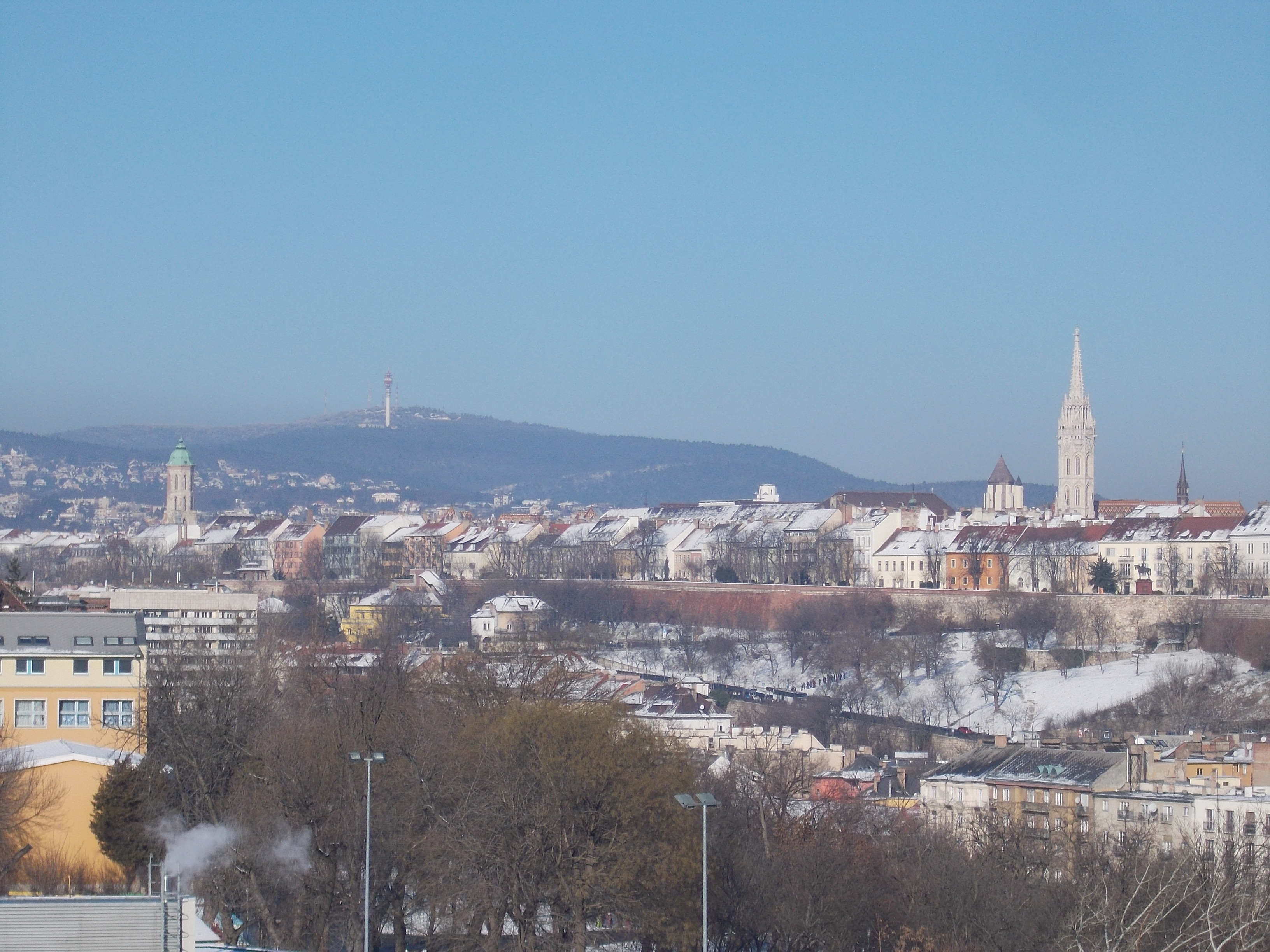
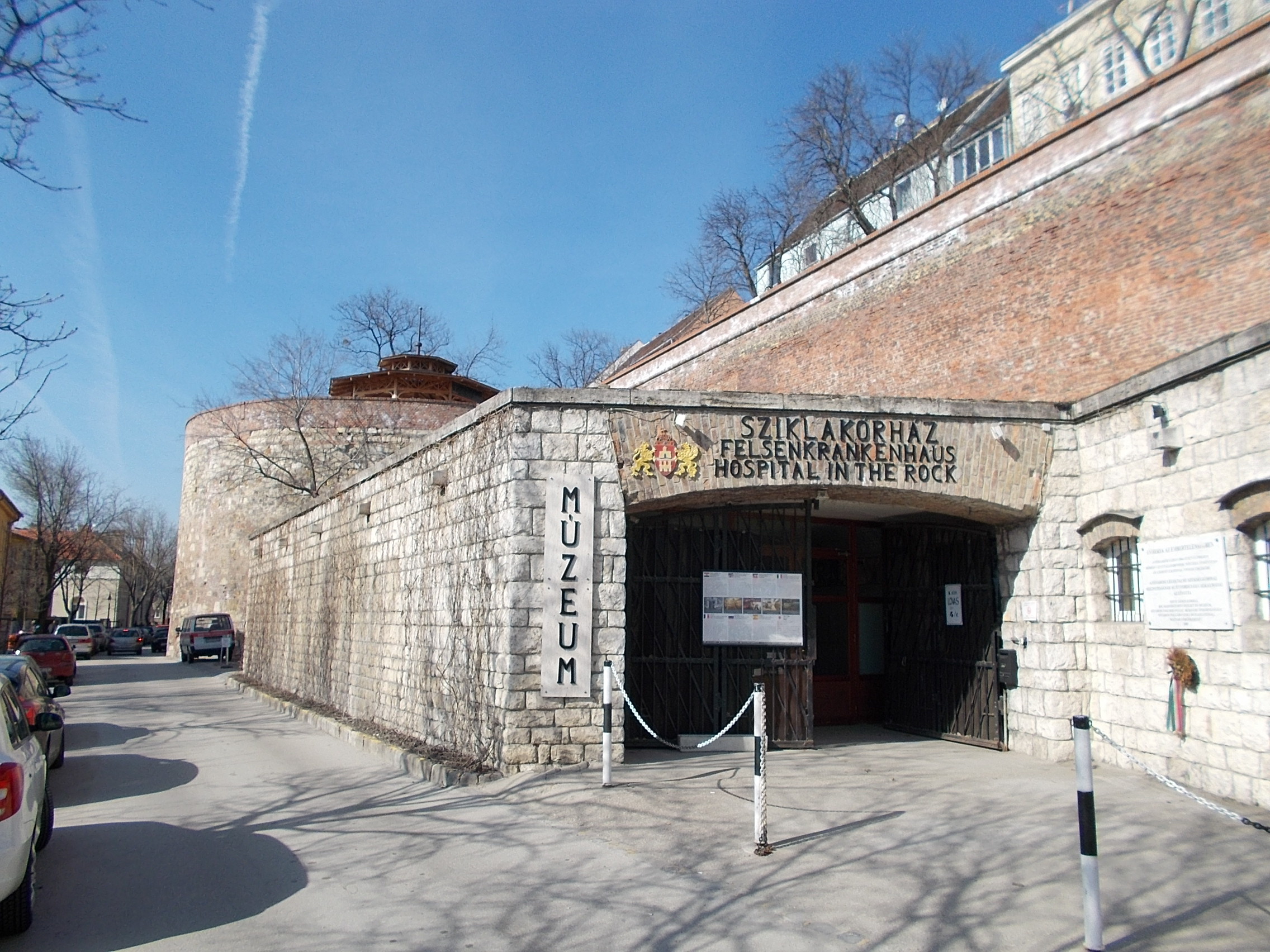
Musée de l'Hôpital dans le rocher et de l'Abri anti-atomique.